# Barbara Bedford
Barbara Bedford (Estados Unidos, 9 de noviembre de 1972) es una nadadora estadounidense retirada especializada en pruebas de estilo espalda, donde consiguió ser campeona olímpica en 2000 en los 4 x 100 metros.

## Carrera deportiva
En los Juegos Olímpicos de Sídney 2000 ganó la medalla de oro en los relevos de 4 x 100 metros estilos (nadando el largo de espalda), con un tiempo de 3:58.30 segundos que fue récord del mundo, por delante de Australia (plata) y Japón (bronce).